# 실라스 주메르카스

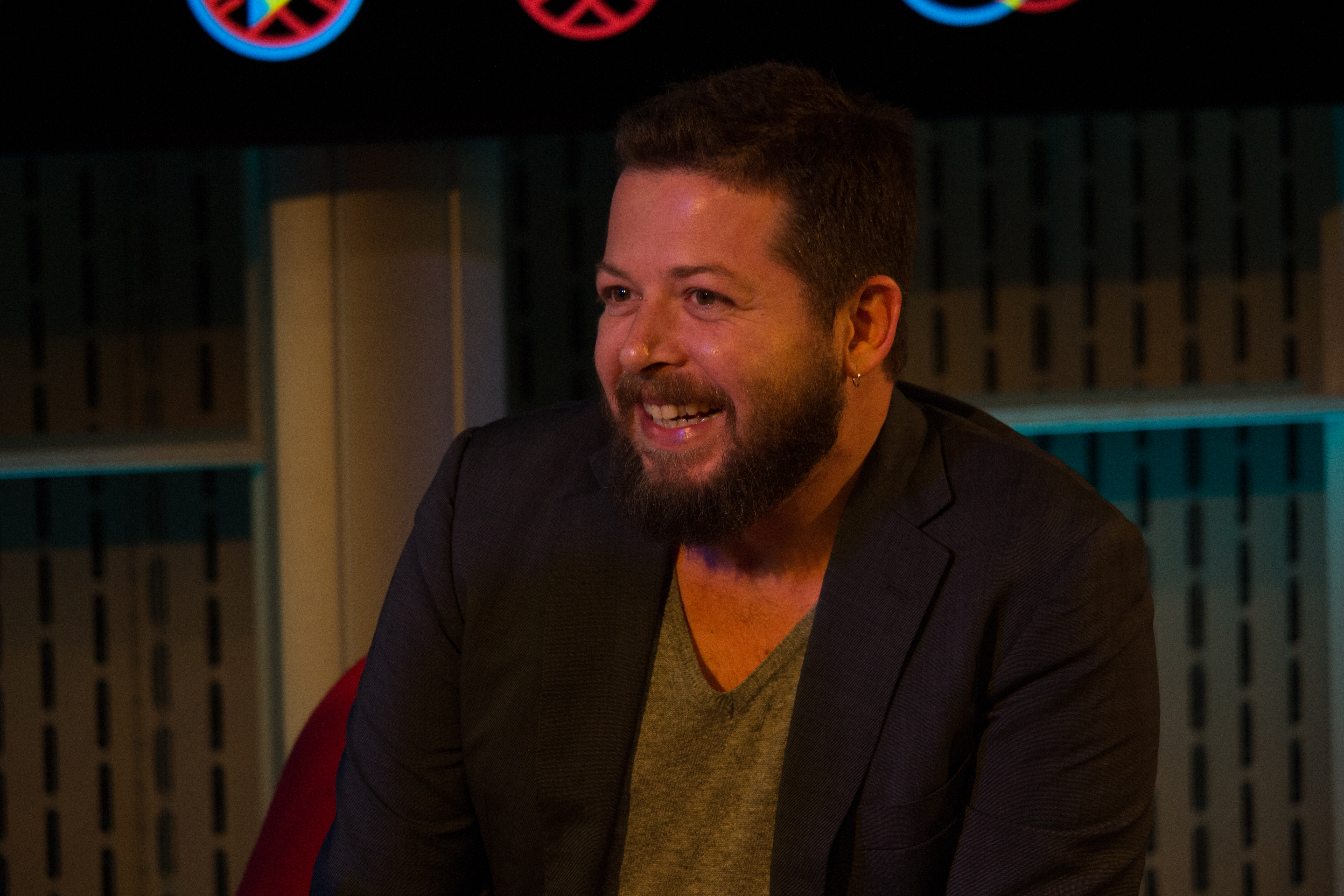

실라스 주메르카스(그리스어: Σύλλας Τζουμέρκας, 1978년 1월 1일 ~ )는 그리스의 영화 감독, 각본가, 배우이다.
테살로니키에서 태어났다.

## 영화
- 사르가소해의 기적 (2019년)
- 먼데이 (2019년)
- 어 매니페스토 포 더 언-커뮤널 (2017년)
- 선탠 (2016년)
- 폭발 (2014년)
- 안토니스 파라스케바스의 영원한 복귀 (2013년)
- 홈랜드 (2010년)